# برينت مور
برينت مور (بالإنجليزية: Brent Moore)‏ هو لاعب كرة قدم أمريكية أمريكي، ولد في 9 يناير 1963 في نوفاتو في الولايات المتحدة.